# Presa Romana de Fonte Coberta
La Presa Romana de Fonte Coberta és una antiga estructura hidràulica de probable origen romà, situada junt a la ciutat de Lagos, a la regió de l'Algarve, a Portugal.
La presa consisteix en un mur de planta rectilínia i de secció rectangular, amb prop de 36,5 m de llarg, 2,5 m d'ample, i 2,37 a 1,3 m d'alçada. Aquesta estructura és formada per petits blocs de pedra barrejats amb calç i arena, en l'antic sistema romà d'Opus caementicium, disposats en capes, la qual cosa indicaria diverses fases de construcció. Encara són visibles in situ les diverses capes, a més d'alguns llocs on s'encaixaren les taules en l'horitzontal, per fer-ne l'encofrat. El mur va de nord-est a sud-oest, formant originàriament una albufera al vessant nord.
Se situa al llit d'un antic rierol, a la zona de Fonte Coberta, a prop d'1,5 km de la ciutat de Lagos. Annex al costat sud del mur hi ha un edifici, de construcció molt posterior.
La funció original no se'n coneix del cert: alguns autors argumenten que es faria servir sobretot per al reg, mentre que altra teoria és que serviria per a abastir d'aigua l'antiga ciutat de Lacóbriga.

## Història
Aquesta estructura degué ser construïda durant el període romà. Va ser inicialment identificada per l'historiador de l'Algarve Estácio da Veiga durant la segona meitat del segle xix, que va remarcar la presència de part de l'antic mur de la presa. Llavors estava quasi totalment destruïda, amb parts molt incompletes. Es trobaren altres vestigis arqueològics a la zona, sobretot fragments de peces d'argila cuita.
Va ser classificada com a Immoble d'Interés Públic pel Decret n.º 26-A/92, d'1 de juny.
Al 2010, es feren treballs arqueològics en les ruïnes de la presa, iniciats amb una operació d'artiga, utilitzant mitjans mecànics. Després d'haver posat l'estructura al descobert, se'n feu una neteja manual, per estudiar la presa i l'edifici annex. Es verificà que el mur n'arribava a una alçada entre els 2,37 m i els 1,30 m, valor menor del registrat en recerques anteriors, perquè s'hauria cobert progressivament.